# صراع العروش: الموسم 7 (موسيقى تصويرية)
تم نشر ألبوم الموسيقى التصويرية للموسم السابع من مسلسل إتش بي أو صراع العروش، بعنوان صراع العروش: الموسم 7، رقميًا في 25 أغسطس 2017 على قرص مضغوط في 29 سبتمبر 2017.

## الجوائز والترشيحات
| العام | الجائزة                                   | الفئة                                      | المرشح(ون)            | النتيجة | م.    |
| ----- | ----------------------------------------- | ------------------------------------------ | --------------------- | ------- | ----- |
| 2018  | حفل توزيع جوائز الغرامي الستين            | أفضل موسيقى تصويرية لوسائل الإعلام المرئية | رامين جوادي           | رُشِّح     | [ 3 ] |
| 2018  | حفل توزيع جوائز الإيمي برايم تايم السبعون | أفضل تأليف موسيقي لمسلسل                   | حلقة: «التنين والذئب» | فوز     | [ 4 ] |